# BSV 90 Brand-Erbisdorf
Der BSV 90 Brand-Erbisdorf war ein deutscher Fußballverein aus Brand-Erbisdorf im heutigen Landkreis Mittelsachsen, der von 1951 bis 1991 existierte. Der Verein fungierte als kurzzeitiger Nachfolger der BSG Motor Brand-Langenau. Heimstätte war das Stadion der Einheit, welches 6.000 Zuschauern Platz bot. 

## Verein
Der BSV Brand-Erbisdorf entstand 1951 im Ortsteil Langenau (Brand-Erbisdorf) unter der Bezeichnung BSG Motor Brand-Langenau. Die Betriebssportgemeinschaft wurde bereits 1952 zum Gründungsmitglied der drittklassigen Bezirksliga Karl-Marx-Stadt. Brand-Langenau belegte in der Bezirksliga durchweg vordere Tabellenplätze. 1957 reichte hinter Wismut Plauen und Aktivist Karl Marx Zwickau ein dritter Rang zum Aufstieg zur II. DDR-Liga, welche zuvor von zwei auf fünf Staffeln aufgestockt wurde.
Die II. DDR-Liga hielt Motor Brand-Langenau bis zu deren Auflösung in der Spielzeit 1962/63, wobei die Sachsen analog zu den Ligarivalen Chemie Schwarzheide oder Einheit Elsterberg keine realistische Chance im Aufstiegskampf zur DDR-Liga hatten. 1964 wurde Brand-Langenau wieder in den Karl-Marx-Städter Bezirksligabereich zurückgestuft, der mit kurzzeitigen Unterbrechungen bis 1981 gehalten wurde. Die BSG gewann zwar mehrfach ihre Staffel, scheiterte aber regelmäßig in den Aufstiegsspielen zur DDR-Liga.
Nach der Wende vollzog der Verein eine Umbenennung in BSV 90 Brand-Erbisdorf. 1991 ist der BSV nach einem Zusammenschluss mit Narva Brand-Erbisdorf und Traktor Brand-Erbisdorf im SSV 91 Brand-Erbisdorf aufgegangen. Die Abteilung Fußball dieses Vereins wurde 2012 unter dem Namen FSV Motor Brand-Erbisdorf wieder selbstständig.

## Statistik
- Teilnahme II. DDR-Liga: 1958 bis 1962/63
- Teilnahme FDGB-Pokal: 1959 (1. HR 3:4 gegen Stahl Silbitz), 1960 (1. HR 0:1 gegen Rotation Leipzig), 1962 (1. HR 1:3 gegen Vorwärts Leipzig), 1964 (1. HR 1:2 gegen BSG Wismut Gera), 1966 (2. HR 2:1 gegen Aktivist Karl Marx Zwickau und 0:4 gegen Lok Stendal)

## Personen
- Horst Jura
- Sven Köhler
- Rudi Leber